# Tustna
Tustna  est une île de la commune de Aure, du comté de Møre og Romsdal, dans la mer de Norvège.

## Description
L'île de 87,5 km2 se trouve dans la partie ouest de la municipalité. L'île de Tustna se trouve à l'ouest des îles de Stabblandet et Solskjelsøya ; au nord-est des îles de Frei et Nordlandet ; et au sud de l'île de Smøla. L'Edøyfjorden (en) longe les rives nord de l'île, le Vinjefjorden (en) au sud, le Freifjorden (en) est au sud-ouest, le Talgsjøen (en) est à l'ouest et la mer de Norvège ouverte est au nord-ouest.
L'île de Tustna et les îles environnantes faisaient partie de la commune de Tustna du 1er janvier 1874 au 1er janvier 2006, date à laquelle elle a été fusionnée avec la commune d'Aure. Les principaux centres de population de l'île sont Tømmervåg sur la côte ouest, Leira sur la côte nord et Gullstein sur la côte est. L'île est reliée à l'île voisine de Stabblandet à l'est par un pont au village de Tustna, et il y a une liaison par ferry de Tømmervåg à travers le canal Talgsjø jusqu'à la ville de Kristiansund. Il existe une autre liaison par ferry entre la côte nord de Tustna et l'île d'Edøya dans la municipalité de Smøla.